# KK Ulcinjska Rivijera Ulcinj
Maillots
Le Košarkaški Klub Ulcinjska Rivijera Ulcinj est un club monténégrin de basket-ball situé dans la ville de Ulcinj. Le club appartient à l'élite du championnat monténégrin.